# Río Ayuquila
El río Ayuquila tiene una longitud de 324 kilómetros y atraviesa 10 municipios del estado de Jalisco y el oeste de Colima, México.

## Geografía
El río Ayuquila nace en la Sierra de Quila, Jalisco y desemboca en Boca de Pascuales, Colima.
La cuenca del río tiene una temperatura promedio anual de 21 °C, con máximas promedio de 25° y mínimas de 14°. La precipitación máxima registrada en la zona es de 1,690 mm y la mínima de 568 mm.
El río es de gran importancia para la región, ya que el agua se utiliza para la irrigación de valles y la conservación del hábitat. Se estima que el 74% del agua se utiliza para la agricultura, el 20% al uso doméstico, el 3% a la industria y el restante 3% a usos múltiples.

## Contaminación
En las últimas décadas, incrementó la preocupación de los habitantes de la zona por la contaminación del río, la cual es generada por el descarga de agua sin tratamiento de aguas residuales, descarga de aguas negras de los ayuntamientos y de lavado de caña del ingenio azucarero Melchor Ocampo. Estos valores y los problemas ambientales del río fueron documentados por investigaciones científicas y talleres con pobladores desde 1989 por el doctor Eduardo Santana del Instituto Manantlán de la Universidad de Guadalajara.
A partir de esto, se creó la Iniciativa Intermunicipal para la Gestión Integral de la Cuenca del Río Ayuquila (IIGICRA), la cual se formalizó el 25 de julio de 2001 en El Grullo, Jalisco, con la intención de mejorar el manejo de residuos sólidos que se descargan al río y sanearlo.
Con esta iniciativa se logró la participación de los ayuntamientos en el programa, el cual ha mejorado las condiciones del río y que cuenta con la participación activa de los habitantes de la zona, los cuales monitorean el estado del río. 